# Melanosphecia auricollis
Melanosphecia auricollis is een vlinder uit de familie wespvlinders (Sesiidae), onderfamilie Sesiinae.
Melanosphecia auricollis is voor het eerst wetenschappelijk beschreven door Rothschild in 1912. De soort komt voor in het Oriëntaals gebied.